# 温克刚 (1896年)
温克刚（1896年—1957年），字一如，号潜庵，男，广东大埔人，中华民国军事人物，陆军少将。

## 家庭
弟弟温建刚为中华民国中将。